# Tulip Computers
Tulip Computers NV é uma empresa neerlandesa de tecnologia fabricante de clones de PC. Foi fundada em 1979 e está registada na Bolsa de Valores de Amsterdão desde 1984. Em anos recentes, expandiu suas actividades para a fabricação de workstations de alto desempenho e prestação de serviços de TI. A Tulip foi patrocinadora do Crystal Palace Football Club entre 1991 e 1993.

## Tulip e Commodore

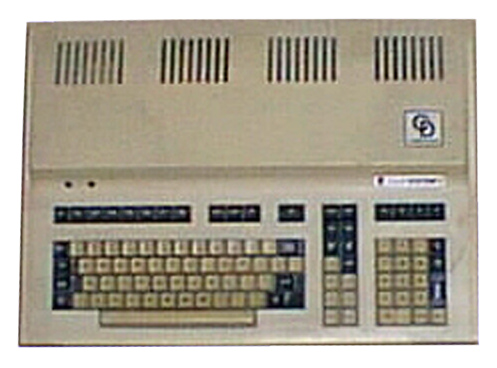
Tulip System 1

Em setembro de 2007, a Tulip causou alvoroço entre os fãs da ex-fabricante de computadores Commodore ao adquirir os direitos sobre a marca. Entre 2003 e 2004, a Tulip ganhou novas manchetes na imprensa especializada ao tentar conquistar uma fatia do mercado do videogames com produtos com o nome Commodore. Depois de provocar alguma agitação no mercado, a marca foi vendida para a Yeahronimo Media Ventures por € 22 milhões. As negociações começaram em fins de 2004 e foram finalizadas em Março de 2005.
Em 27 de Setembro de 2007, a Tulip anunciou a intenção de comprar de volta a marca Commodore por 1 dólar por ação, sob a alegação de que poderá lucrar com as novas actividades da Commodore em outros mercados.

## Marcas de propriedade da Tulip
- Tulip
- Conceptronic
- Dynalink
- Paceblade
- NewLevel
- Ego